# Tmarus stolzmanni
Tmarus stolzmanni es una especie de araña cangrejo del género Tmarus, familia Thomisidae.

## Distribución
Esta especie se encuentra en Perú.